# Kolekanos plumicaudus
Genre
Espèce
Synonymes
- Afrogecko plumicaudus Haacke, 2008

Kolekanos plumicaudus, unique représentant du genre Kolekanos, est une espèce de geckos de la famille des Gekkonidae.

## Répartition
Cette espèce est endémique de la province de Namibe en Angola.

## Étymologie
Le nom du genre est formé à partir du grec kolekanos, personne grande et fine, en référence à l'aspect de l'espèce type.

## Publications originales
- Haacke, 2008 : A new leaf-toed gecko (Reptilia: Gekkonidae) from south-western Angola. African Journal of Herpetology, vol. 57, no 2, p. 85-92.
- Heinicke, Daza, Greenbaum, Jackman & Bauer, 2014 : Phylogeny, taxonomy and biogeography of a circum-Indian Ocean clade of leaf-toed geckos (Reptilia: Gekkota), with a description of two new genera. Systematics and Biodiversity, vol. 12, no 1, p. 23-42 (texte intégral).